# Incantesimo e magia
(Arturo Castiglioni, Incantesimo e magia)
Incantesimo e magia è un saggio storiografico ed etnografico di Arturo Castiglioni che verte sull'analisi del misticismo, della superstizione e della medicina antica. La prima edizione risale al 1934, pubblicata in lingua italiana e si compone di ventisette capitoli ulteriormente suddivisi in paragrafi di numero variabile a seconda della vastità dell'argomento.

## L'opera
Incantesimo e magia è un saggio che si prefigge di ripercorrere l'evoluzione storica della magia e del misticismo nelle sue forme più variegate, a partire dall'epoca preistorica sino ad arrivare alla contemporaneità dell'autore. Arturo Castiglioni è stato un uomo sempre affascinato dall'Oriente, come lo dimostra il suo soggiorno di due mesi in India nel 1930, nonché intrigato da quanto la superstizione e la magia ancora permeassero il mondo medico in tempi relativamente moderni. Questo appare chiaro dalle sue considerazioni in merito alla visita al centro di guarigioni miracolose di Kiev, in occasione della sua partecipazione al Congresso nazionale medico di Mosca nel 1897. L'autore ci offre la possibilità di svolgere un viaggio nel tempo dagli albori della nostra civiltà sino ai primi anni del 1900.

### Etimologia
La parola "magia" è stata spiegata da tanti, ma Hegel e Schopenhauer riescono a coglierne il senso primo, definendola come l'oggettivazione di un desiderio in uno stato d'incantesimo, permanente o transitorio, in una concezione del mondo dove non c'è confine tra il reale e l'irreale, la cui premessa necessaria è l'assenza del senso critico o nesso causale.
È un complesso di azioni e contemporaneamente una connessione di idee con molteplici interferenze, tant'è vero che furono considerati maghi i guerrieri, i ciarlatani, i mistici, i filosofi, i medici e i poeti. La magia per essere efficace ha bisogno, principalmente, di un intermediario e di uno stato d'incantesimo. La parola incantesimo è legata al termine latino carmen, stando a indicare infatti la necessità di servirsi di parole, musiche, canti e talvolta perfino di sostanze stupefacenti al fine di suggestionare il collettivo e di creare uno stato d'animo speciale.

### Descrizione
Possiamo affermare che la storia dell'incantesimo e della magia, per quanto con innumerevoli sfaccettature, attraversa due macrofasi: "la fase prelogica" e "la fase storica".
- La fase prelogica

L'uomo primitivo, dotato di una viscerale sensibilità ma senza alcuno spirito critico, si sentiva intimamente parte della terra che abitava, tanto da stabilire tra sé e il mondo circostante un continuo rapporto di "appartenenze" e tanto da temere, al contempo, qualsiasi essere o fenomeno che poteva minacciare la sua vita. Nonostante ciò non aveva paura della morte, che egli vedeva come una trasformazione. Visse in un cerchio magico, seguendo il suo istinto e le suggestioni che la natura gli offriva. Le sue prime azioni magiche erano rivolte alla difesa e alla solidarietà; inoltre, il mago poteva essere un qualunque uomo appartenente al clan. Solo in un secondo momento il mago venne identificato come un eletto e quindi anche la casta dei maghi iniziò a organizzarsi.
- La fase storica

Con la formazione dell'io critico e il delinearsi dei limiti dell'individualità, la nascita della famiglia, delle leggi, dello stato e l'avanzamento della ricerca scientifica, la magia si evolve. Essa comincia a rappresentare il compromesso fra gli istinti ancestrali e la razionalità derivante dalla conoscenza, la sintesi fra cosciente e incosciente, insomma, l'unico modo per l'uomo di vivere e reagire irrazionalmente alle sue angosce e alle sue paure. D'ora in poi il mago rappresenterà l'autorità massima, il capo del villaggio o il re dello stato.
- L'avvento dell'idea religiosa

Con il formarsi dell'idea religiosa, la magia viene vista come una nemica pericolosa, che mina alle fondamenta le costruzioni religiose monoteistiche. Queste ultime tenteranno di distruggere la concezione magica con un riordinamento delle tradizioni e il delineamento di leggi etiche e morali. In particolare con l'avvento del Cristianesimo, il collettivo si rivolgerà a un unico ideale mistico: quello della sofferenza e del dolore. La magia sarà ridotta solo a "superstizione" o "stregoneria".
- L'avvento del pensiero filosofico

Il fiorire della filosofia e dell'arte favoriranno la riscoperta della bellezza e l'esaltazione della stessa provvederà a circondare nuovamente di magia e incantesimo la vita dell'uomo. La magia, dunque, si esprimerà nell'io dell'individuo e solo in un secondo momento verrà oggettivata nelle sue forme esteriori per poi incantare anche tutta la collettività.
- L'avvento del progresso scientifico

Quanto più l'uomo riesce a spiegare, tanto più perde la sua capacità empatica con la natura, la sensibilità viene compensata da un acuto senso critico. Quest'ultimo gli permetterà di non rimanere invischiato in sistemi arcaici e paralizzanti, ma allo stesso tempo gli darà modo di oggettivare la magia, costruendo qualsiasi tipo di tecnologia e rendendo reale quasi ogni pensabile desiderio.

## Trama

### Concetti e fenomeni alla base dell'ideazione magica

#### I capitolo: Origini e vicende dell'ideazione nell'individuo e nella collettività - L'anima del primitivo
Arturo Castiglioni ritiene che sia di fondamentale importanza interrogarsi sul fenomeno dell'ideazione, ossia sulla genesi delle idee che convivono nella mente umana dopo secoli di evoluzione, perché solo in questo modo si può apprezzare la portata storica di un'idea. Dobbiamo partire dal presupposto che i nostri antenati possedevano le nostre stesse facoltà e modalità di ragionamento, per quanto poi il pensiero ultimo venisse condizionato da fattori come il contesto storico, religioso e scientifico. Lucien Lévy-Bruhl ha asserito che le caratteristiche dell'anima del primitivo sono determinate dal "grado di sviluppo" dell'individuo, dalle "condizioni di vita esterna" e "dall'ambiente". Conoscere, dunque, l'individualità psichica dell'uomo preistorico è necessario al fine di comprendere quanto egli fosse impressionabile. Basti pensare che alcune impressioni, derivanti da percezioni visive e\o uditive, hanno lasciato una traccia così indelebile nella psiche umana, tanto da dare origine a tradizioni mitologiche come quella dell'androgino, dei ciclopi o delle sirene. Sulla base di queste considerazioni potremmo anche affermare che l'anima del primitivo risulta essere molto simile a quella di un bambino, la cui personalità è profondamente determinata dalle esperienze vissute nell'infanzia e ancor prima da quelle vissute in via indiretta nell'utero della mamma. Naturalmente maggiori sono le sovrastrutture, più nascoste saranno le ideazioni arcaiche e istintuali nel "grembo primigenio della vita". Inoltre, quella che noi chiamiamo anima è stata per il primitivo ente materiale e immateriale, visibile, riconoscibile in tutti gli oggetti e la natura che lo circondavano, ma anche a volte sfuggente. Quest'ultima è un'anima "bipresente e multipresente", vive e dà la vita. Proprio per questo il primitivo crede nella continuità dell'esistenza e nella morte come semplice trasferimento del principio vitale, il mana, da un essere all'altro. Egli si attacca al suo gruppo con il quale sente un legame particolare e al tempo stesso ricerca la sua individualità. L'io e il proprio corpo non vengono considerati un limite alla propria persona, perché essa abbraccia tutto ciò che la circonda. Una prova di tale concezione nell'antichità è la vicenda di Sansone, che perse tutto il proprio potere una volta privato da Dalila della sua chioma; ne possiamo dedurre che ogni parte del corpo è permeata dal mana, come la propria immagine riflessa e il proprio nome. Non ci dovrebbe stupire il fatto che il proprio riflesso allo specchio venga considerato parte dell'individuo; ecco perché la rottura di uno specchio, che a noi può sembrare una banale superstizione o un semplice accidente, per l'uomo dell'antichità è fonte di disgrazia e di smarrimento. Dunque, l'io si completa nel gruppo nel quale ricerca la propria individualità senza riconoscerne alcun limite; forse l'unico limite sta nello scoprire l'esistenza di altri clan differenti dal proprio, con i quali non si condivide alcuna tradizione.

#### II capitolo: La concezione della vita e della morte - Incantesimo e magia
Nel primitivo è diffusissima la concezione preanimistica secondo la quale l'individuo non si ritiene né superiore né inferiore rispetto a tutta la realtà che lo circonda, quindi affronta la vita come se fosse un dramma eterno e continuo e la morte il disfacimento del corpo, ma pur sempre il rinnovarsi della comunione dell'io con la terra, riconfermando la sua infinita rete di appartenenze. Anche il bene e il male sono parte della vita dell'uomo e della natura e assumono la consistenza di entità materiali, favorendo lo sviluppo di una concezione deistica (entità benevole) e demonistica (entità malevole). Dal momento in cui l'origine di una malattia intestinale viene ricondotta a un parassita, ogni patologia intestinale sarà dovuta a un essere demoniaco. A questo proposito la magia si configura come una fonte di difesa dell'individuo e di protezione della specie. Il Seillère ritiene che l'esigenza predominante dell'azione magica sia quella di ottenere la benevolenza di entità superiori anche malevole, non quella di vincere e assoggettare tali demoni. La premessa per far sì che ciò avvenga è quella di creare uno stato di incantesimo. Il primitivo in ciò è aiutato dalla natura, dalla sua armonia, dai suoi profumi, dai suoi colori, dal canto degli animali, dalle sue manifestazioni antitetiche di meraviglia e terrore. Una strada per creare tale stato d'incantesimo è quella di adottare la magia imitativa, definita da James George Frazer anche magia omeopatica, la quale imita le cause per cercare di ottenere effetti noti. È anche imitativa in senso lato perché crea le sue ideazioni sulla base dell'interdipendenza di tutti gli elementi del cosmo. Un esempio di medicina imitativa viene riportato da Plinio quando spiega che si riteneva che mangiando il fegato della vipera si potesse essere immuni dagli effetti tossici del suo veleno; come il cibarsi della beccaccia(che ha gli occhi gialli) per guarire l'ittero. Come afferma il Frazer, queste cure magiche potevano anche essere dirette al medico del malato per curare quest'ultimo; infatti il medico curante recitava il ruolo del malato, gettandosi a terra e facendosi fasciare e deporre al suolo come un cadavere, per poi venir liberato solo qualche giorno dopo, sperando di aver guarito il suo paziente avendone "imitato" le condizioni e la guarigione. Infine, scopo principale della magia era garantire la conservazione della specie e la difesa da paure coscienti o incoscienti.

#### III capitolo: L'evocazione magica
Nell'uomo primitivo la concezione della morte è in evidente relazione con l'idea della continuità della vita, con la mistica credenza delle "appartenenze" e con l'inevitabile trasferimento del principio vitale. Ciò non significa, come affermano William Grubb e Bronisław Malinowski, che la morte non rappresenti un episodio sconvolgente nella vita del clan, essa lo è al punto che è accompagnata dalla paura del contagio e da innumerevoli riti apotropaici. Consiste nel passaggio del mana di un uomo in un oggetto o in un altro uomo tramite la sua ombra, la sua immagine o il suo sangue. Dunque, come sottolinea Lucien Levy-Brühl, non si deve pensare all'anima come immortale, che sopravvive al corpo, ma semplicemente come l'essenza dell'individuo che gli dà vita e che prima o poi lo abbandonerà. Per gli Egizi tale principio vitale si chiamava ka ed esso garantiva la reincarnazione di ciascun essere in un altro. Anche "gli assenti di corpo" hanno una forte autorità, per questo nel primitivo tutti gli spiriti diventano attori e testimoni della vita del vivente. In ciò sta la sacralità degli antenati e l'esigenza di evocarli, per entrare in comunicazione con queste forze superiori e per sentirli ancora come parte attiva della propria esistenza. Ecco anche perché il "nome" risuona della stessa sacralità dell'immagine o della vita; è parte dell'individuo e invocarlo diventa l'unico modo per oggettivare il desiderio di una relazione diretta tra il proprio io e il proprio passato. L'evocazione, dunque, necessita di un intermediario, di uno stato di incantesimo, durante il quale la volontà critica sia assente, e di un rituale che leghi l'io cosciente del mago con l'io incosciente del collettivo.

#### IV capitolo: La divinazione
La pratica della divinazione risulta, dagli studi del Castiglioni, stimolata dal desiderio della difesa, dal sentimento dell'angoscia e della speranza, ma soprattutto dalla dura lotta per la vita combattuta dal primitivo. L'uomo tenta quotidianamente di vincere l'angoscia della morte cercando di rivivere il passato oppure prevedendo il futuro. Alcuni individui hanno mostrato nel corso dei secoli una particolare sensibilità nel cogliere e interpretare segni e presagi del mondo circostante. Per questo esistono tre tipi di divinazione: del passato, del presente e del futuro. In virtù della multipresenza dell'anima, un mago può conoscere il futuro analizzando le cause presenti e tramite l'evocazione interrogare i morti sul passato; questo è possibile perché egli era, è e sarà sempre parte della natura che abita anche se in forme differenti. in realtà egli non prevede o evoca ma sente ciò che ha vissuto in un'altra vita o ciò che ancora gli deve accadere. Charles Richet ritiene che il primitivo interpreti sensazioni indecise oppure oscuri ricordi in modo intelligente, fattori definiti criptestetici. L'intermediario in questo caso è un mago esperto, un acuto osservatore, un medico molto ricettivo e molto sensibile. L'incantatore si serviva del fuoco, dell'acqua, degli specchi, del volo degli uccelli, dei fenomeni atmosferici, di sintomi precoci in un malato, etc.. Si può affermare senza dubbio che questa sensibilità o anche capacità criptestetica era molto sviluppata nell'homo divinans, l'uomo primitivo privo di sovrastrutture, mentre appare quasi del tutto assente nell'homo faber, nel quale lo sviluppo dell'attività muscolare e della tecnica ha fatto scemare tale facoltà.

#### V Capitolo: L'incantatore e la sua personalità
Un intermediario nei riti magici è fondamentale. È colui il quale tesse "la congiunzione fra le forze che vivono nel cosmo e il gruppo", come afferma Arturo Castiglioni. Di sicuro egli possiede una qualità speciale, che sta nell'essere un acuto osservatore, un medico esperto, conoscitore della musica e molto intuitivo o semplicemente risiede nella capacità di sapersi imporre nel gruppo grazie alla convinzione di possedere un potere speciale. Il potere segreto dell'incantatore consiste nella capacità di creare uno stato di incantesimo, con profumi, vesti, maschere e oggetti stravaganti, ossia di suggestionare il gruppo, che ripone una cieca fede in lui e di autosuggestionarsi a sua volta. Questo meccanismo prende il nome di suggestione dinamica. Ne sono un lampante esempio le guarigioni collettive che già ai tempi di Esculapio venivano effettuate durante il sonno o la guarigione tramite il "toccamento del re". Naturalmente di tale arte si possono servire anche impostori e ciarlatani, ecco perché diventa necessaria la creazione di una casta, che decreti ancor più fermamente l'inavvicinabilità del mago e l'inviolabilità degli oggetti appartenenti al culto magico. Con la formazione della casta il mago diventa il dominatore del gruppo. Hermann Graf Keyserling infatti afferma che non c'è nessun uomo che nella sua vita non abbia desiderato almeno una volta di essere un mago, ossia di possedere la capacità di relazionare le forze immanenti del cosmo al suo gruppo. Proprio per la loro netta superiorità, come afferma il Frazer, i maghi venivano uccisi da chi voleva ereditarne il nome e le virtù. Quindi il profilo di questo potente intermediario delineatosi nei secoli è il seguente: abile incantatore, convinto assertore della sua infallibilità, essere speciale e determinato al successo: costruttore per Kant, superuomo per Goethe e Nietzsche.

#### VI Capitolo: L'ambiente magico
Il fattore che nel corso dei secoli ha determinato l'evoluzione dell'ambiente magico è stato di sicuro la parallela evoluzione dell'uomo. Arturo Castiglioni afferma che l'uomo dapprima si sente parte della terra(concezione preanimistica), poi se ne distacca quando comincia a servirsi delle sue mani come strumento di difesa, offesa e lavoro. In un'epoca successiva l'uomo si stacca dalle sue abitudini animali, più tardi si differenzia dal suo gruppo e mira a formare la sua individualità; solo infine verranno la morale, l'etica e la giustizia. Man mano che si avanza nei secoli le sovrastrutture aumentano e diventa sempre più difficile creare il cosiddetto ambiente magico, perché esso in realtà coincide con le persone del gruppo che attendono l'azione del mago, ma più gli individui sono provvisti di senso critico, meno sono suggestionabili. È pur vero che proprio in ciò sta l'abilità del mago, come afferma l'assioma buddhista la grandezza dell'uomo sta nella capacità di trasformare i propri desideri in volontà e la volontà in realtà. Proprio per questo il mago agisce sulla massa nella quale il singolo perde la sua personalità cosciente diventando, come afferma Gustave Le Bon, un automa vulnerabile al contagio della suggestione. Anche il Freud afferma che nella massa manca la censura derivante dalla critica e quindi ogni membro del gruppo riesce a suffragare il potere del mago. Dunque possiamo concordare con gli antichi trattatisti nell'affermare che il massimo potere del mago si può esplicare solo nel circolo magico, ossia all'interno di quella catena creata dal mago, ma costituita da coloro i quali si attendono la sua azione.

#### VII Capitolo: I mezzi magici-Amuleti, talismani, feticci
La magia è la principale fonte di offesa e di difesa per l'uomo primitivo; serve a varcare quello che è il confine tra naturale e soprannaturale. L'incantatore si serve quindi di strumenti magici suddivisibili in due categorie: 1) quelli che hanno poteri apprezzabili e un effettivo valore, come le erbe; 2) quelli che hanno un potere solo nelle rappresentazioni mentali del mago e del gruppo. Nella prima categoria rientrano tutte le erbe con effetti medicamentosi che grazie alla forma e i segni caratteristici venivano associate alla cura di una determinata malattia. L'arte di identificare dall'aspetto delle foglie il segno della loro efficacia prendeva il nome di arte della segnatura. Ne erano un esempio la polmonaria usata per curare le malattie dei polmoni, perché ricordava la loro forma; la mandragora, usata come sonnifero o sedativo, che in seguito si è scoperto contenere una sostanza simile all'atropina; il vischio, una pianta parassitaria rampicante con carattere apotropaico, perché in grado di scongiurare la morte dell'uomo. Insieme alle erbe ritroviamo i minerali come l'oro che sempre accompagnava i cadaveri e il ferro, il materiale di cui erano fatte le armi; nella modernità entreranno lo zinco, l'antimonio e il mercurio. L'acqua veniva considerata uno dei mezzi più potenti: si credeva che le acque del Giordano curassero la lebbra e che quelle del Gange fossero anch'esse un mezzo purificatore. Il fuoco aveva la stessa valenza mistica per i popoli antichi: infatti le fiaccole precedevano l'esercito, mentre presso gli antichi romani i parti venivano protetti dalla dea candelifera, per evitare che i demoni si avvicinassero al bambino. Alla seconda categoria appartengono gli amuleti, la cui etimologia si riteneva derivasse dal verbo latino amoliri che significa allontanare (il male), mentre più tardi si ritenne derivasse da amma o amula che significa nodo, parola che anticamente stava ad indicare i vasi che venivano legati al collo del bambino per allontanare i demoni. Dagli amuleti vanno distinti i talismani, il cui nome, come sostiene anche Siegfried Seligmann, deriva dall'arabo tamina che significa oggetto magico. Entrambi sono considerati le medicine del medico primitivo, lo shaman, il quale le distribuisce a tutto il gruppo. Un esempio di amuleti sono i tatuaggi, che consistevano nell'introdurre sostanze organiche sotto la pelle a scopo protettivo. Naturalmente il potere dei mezzi magici sta nel riuscire a trovare un nesso causale tra l'amuleto e un evento, che apparentemente non hanno alcuna correlazione reciproca. A tal proposito citiamo la leggenda secondo la quale accendere tre sigarette con un solo fiammifero porti sfortuna: la storia narra che un soldato anglo-boera avesse attirato l'attenzione dell'esercito nemico con quel fugace bagliore scatenando l'attacco del fronte opposto. L'amuleto e talismano per antonomasia è la verga magica come quella miracolosa di Mosè o la bacchetta di Esculapio intorno alla quale è attorcigliato un serpente.

#### VIII Capitolo: Le pratiche, le formule, i riti, i simboli
Le pratiche magiche sono molteplici, ma tutte hanno lo stesso intento, quello di ammaliare. La magia si serve di gesti, colori vivaci, musica molto ritmata, formule incomprensibili, danze rituali che poi daranno vita al dramma; ne sono un esempio le danze degli eschimesi che cercano di imitare il volo degli uccelli. L'uso della parola è subentrato solo successivamente, in quanto è caratteristico dell'uomo, ma non della natura; infatti anche le formule sono il risultato di un processo di condensazione durato secoli. I simboli rivestono un ruolo fondamentale. Ricordiamo la croce, sintesi del dualismo e della bipolarità, che è il risultato dell'incrocio di due linee: una orizzontale, che rappresenta la quiete e la stabilità, e una verticale, che rappresenta il movimento e la nascita. Il cerchio simbolo della legge ciclica della vita e dell'infinito; l'esagramma che troviamo rappresentato nei fiori e nei fiocchi di neve; il pentagramma, emblema dell'umanità. Nell'era del simbolismo della magia, il mago è l'unico interprete di formule e riti; ciò naturalmente comporta un ulteriore irrigidimento del circolo magico sino alla formazione di rituali chiusi. Il potere dai simboli pian piano passa nelle mani di chi ne conosce il significato, tanto da aprire le porte a un processo di antropomorfizzazione della magia. L'uomo animato dalla sua esigenza incessante di ordine, affida un ruolo a ciascun simbolo e rito: si vengono a determinare le idee religiose che rifiutano il misticismo e la concezione demonologica. Così si denotano la magia bianca, tollerata dalle leggi religiose, e la magia nera, nella quale si cristallizzano gli interessi individuali, antisociali e antireligiosi.

#### IX Capitolo: Le società segrete magiche e le loro leggi-totem e tabù
L'organizzazione in caste dei maghi porta ben presto alla formazione di confraternite, di cui Arturo Castiglioni cita alcuni esempi interessanti: l'Aeroi, società diffusa in tutta l'area polinesiana fino alle isole Hawaii, derivata secondo Hutton Webster, da un'antica associazione melanesiana; oppure le confraternite degli indiani del nord America, che davano spesso vita a una drammatizzazione tipica dei primitivi. Alla base di queste società segrete vige la religione del totem, studiata da molti psicologi e sociologi di cui citiamo il Reina. Egli afferma che il codice del totemismo si basi sulla completa devozione nei confronti dell'animale totem: quest'ultimo deve essere rispettato, non si possono mangiare le sue carni, si deve aver fede nel fatto che proteggerà tutti i membri del gruppo, il suo nome deve coincidere con quello del gruppo, la sua immagine è il simbolo del vessillo del gruppo e le sue pelli servono per adornarsi. Il Frazer aggiunge che il totem è di sicuro un essere materiale e non un animale singolo come il feticcio, ma tutta la specie verso la quale il gruppo prova una fede superstiziosa e profonda. Il totemismo era una forma di ordine sociale che consisteva di due leggi principali: il divieto di unione sessuale con membri dello stesso gruppo, infatti era favorita l'esogamia, ossia l'unione con membri di altri gruppi e il divieto assoluto di uccisione dell'animale totem, pena la morte. William Robertson Smith sottolinea che solo in occasione del banchetto totemico l'animale totem poteva essere ucciso e il gruppo poteva cibarsi del suo sangue e delle sue carni. Con questo rito tutto il clan si assumeva la responsabilità della sua morte e in questo modo le virtù dell'animale sacro si trasferivano nel gruppo, cementando la loro reciproca appartenenza. Strettamente collegata alla legge del totem vi è la legge del tabù. Per gli antichi tale termine significava la cosa sacra e terribile al contempo: è ciò che non si può avvicinare né nominare, la cui proibizione deriva dalla cosa in sé e non da una legge morale, inesistente a quei tempi, la cosa santa e temibile. Wilhelm Wundt definisce la legge tabuistica come "l'oggettivazione della paura della potenza demoniaca che ha sede nella persona o nell'oggetto in sé"; sembra quasi di parlare della paura del contatto, délire de toucher menzionato da Freud. Dunque la magia, in questo contesto, si connota come l'unico spiraglio per il primitivo di eludere proibizioni e divieti, attuando quei desideri inconsci o consci che siano, ma pur sempre temuti.

### Le civiltà magiche

#### X Capitolo: La civiltà magica indiana
Il Castiglioni sottolinea fin dall'inizio che l'India forse è il paese magico per eccellenza. La vita del popolo indiano appare scandita dalla paura dell'invisibile e l'angoscia dell'ignoto; basti pensare all'antica religione Veda, al bramanesimo, al giainismo e poi al buddismo e all'induismo. Al centro dell'antica mitologia di questo popolo vi è Indra, dio del sole e della guerra, minaccioso e terribile e Varuna, dio della luna che regola tutti i tempi e gli avvenimenti, insieme a tanti altri demoni. Le danze sono di sicuro ciò che di più ci sia, sempre corredate da maschere, quasi dal carattere ingenuo e fiabesco. Anche la medicina è di ispirazione magica: essa prende il nome di Ayurvedica, perché trae i suoi insegnamenti dagli antichi Veda e riconosce il suo testo classico nel libro di Susruta di antichissima ispirazione; ancora oggi insegnata ufficialmente nelle facoltà di medicina indiana e legittimata con decreti dal governo inglese. La civiltà indiana crede nella compresenza delle cose e della natura negli uomini: l'albero, aswatta o anche banyana da banyan che significa commerciante, è sacro, così tanto che uno dei suoi nomi deriva dal fatto che i commercianti riposano sotto la sua ombra e che prende parte alle cerimonie nuziali. Anche gli animali vengono adorati come sacri dalla vacca, al serpente, al garuda ossia l'aquila. La religione magica è ancora molto diffusa infatti il nome bramani deriva da brahman che significa cosa magica. Tutti i precetti del bramanismo sono votati alla cura dell'anima: esso si fonda principalmente sul sacrificio e la vita ascetica. Inoltre è diffusa la fede nella trasmigrazione delle anime, che come meta ultima ha il Nirvana. Molte sono le analogie con la credenza delle appartenenze dell'uomo primitivo, come d'altronde la necessità di creare il giusto stato d'animo affinché l'anima venga preservata per la sua prossima vita. A questo scopo è deputata la dottrina dello yoga, termine derivante dalla radice juja, che significa unire, che è la stessa del latino jug, giogo, che si prefigge lo scopo di rendere l'anima libera dalla materia al fine di arrivare all'oggetto delle proprie ricerche. Il dottor V. G. Rele ha compiuto uno studio scientifico su un particolare tipo di yoga, il kundalini o laya: lo yoga laya ha lo scopo di insegnare il controllo del sistema nervoso centrale, del vago e del simpatico, presupponendo più che una superficiale conoscenza. La parola kundalini significa infatti centro di tutte le energie, normalmente dormiente, che dovrebbe risiedere nel cervello; quindi scopo dello yoga kundalini è di sopprimere il centro delle sensazioni e delle eccitazioni, ossia, secondo il Rele, controllare e gestire coscientemente il vago. In altre parole vuole creare uno stato di incantesimo. Per tali motivi il Castiglioni arriva a concludere che la civiltà e la mentalità indiane siano fondate sul "sistema di misticismo trascendentale più perfetto che noi conosciamo".

#### XI Capitolo: La magia babilonese
La magia babilonese si sviluppa come magia sacerdotale e scienza occulta. La sua evoluzione seguirà il rapido progresso culturale del suo popolo; avrà una particolare influenza sui Persiani e sugli Ebrei, nonché, alcune delle sue concezioni confluiranno nella cultura magica egizia e greca. Il popolo babilonese è costantemente in lotta con la morte per la salvezza agli occhi del divino e per la conquista dell'immortalità: tutte le tribolazioni di questo popolo sono riassunte nell'epopea di Gilgamesh, essere per un terzo uomo e per due terzi dio. Il pantheon delle divinità si compone principalmente di una trinità: Anu il dio del cielo, Bel il dio della terra e Ea il dio delle acque; accanto alle divinità, risulta anche molto sviluppata la concezione demonologica. Dunque il mago è anche il sacerdote, che invoca la protezione degli dei e scongiura il pericolo dei demoni, ma è anche il medico che somministra formule per allontanare le malattie demoniache. Mentre la magia benefica e guaritrice si concentra nelle mani della casta dei sacerdoti, che hanno ereditato il sommo potere dai maghi dei primitivi, si sviluppa parallelamente anche una magia antisociale che non vuole attenuare l'azione dei demoni, ma mira a favorire il loro potere a scopi maligni e personali. Questo è il primo esempio di magia nera, che rappresenta un tentativo di ribellione all'autorità costituitasi. Con il progresso della cultura, le concezioni religiose si evolveranno e anche quelle magiche. L'uomo, più esperto, si occuperà dell'astrologia e della mantica, affascinato dalla possibilità di prevedere il futuro osservando il volo degli uccelli o le viscere degli animali.

#### XII Capitolo: La magia egiziana
La concezione magica domina tutta la vita dell'antico Egitto; ha un carattere "predinastico e preistorico"; si evolve assieme alla religione egizia e serve a spiegare due fondamentali problemi della metafisica egiziana: quello della creazione del mondo, che trova la sua espressione nella dottrina eliopolitana e quello della vita e della morte, risolto dalla dottrina di Osiride. La rappresentazione degli esseri superiori deriva dall'idea totemistica, come il falco di Horus, il cane di Anubis, l'ibis di Thot, la vacca di Hathor, inoltre ritroviamo i totem anche nei monumenti. Dopo la riunificazione dell'Egitto, le divinità tendono a corrispondere alle forze della natura e acquisiscono un significato cosmogonico, ma i riti vengono fedelmente conservati, come il culto di Osiride. Esso esalta la morte e tutto il cerimoniale che prepara il corpo del defunto al passaggio in un'altra vita (purificazione, fasciatura, ricostituzione del cadavere, ascensione al dio e presentazione delle offerte). La cultura egizia non teme la morte; François Lexa afferma che la vita dopo la morte è quasi più importante della prima vita, ecco spiegata l'importanza delle pratiche di imbalsamazione che sopravviveranno alle evoluzioni della cultura egizia. Siamo, quindi, in grado di capire perché evocare i morti è un evento mistico e potente, e quanto sia pericoloso pronunciare il loro nome invano. I simboli sono fondamentali, come lo scarabeo, la cui forma ricorda il cuore e perciò viene seppellito al posto del cuore stesso nei corpi imbalsamati, i quali venivano privati di tutte le viscere. Tutti questi riti sono conservati nei libri dei morti, ma in essi e nei papiri medici sono scritte anche tante formule adoperate per scacciare i demoni dai bambini come dai defunti. La medicina magica egiziana è sempre accompagnata dalla medicina empirica; il malato si affida al medicamento e allo scongiuro del medico, come citato nel papiro di Ebers. I riti servono a liberarsi dai demoni, che provocano le malattie, come servono anche a liberarsi dai nemici. Nell'epoca alessandrino-ellenistica, che precede il Cristianesimo, la magia subisce una sistematizzazione tale da dare origine al mistero, di cui si possiede scarsa documentazione.

#### XIII Capitolo: La magia giudaica
Nell'epoca premonoteistica, la cultura magica era molto diffusa tanto da trovare posto nei testi sacri, poi in seguito purificati. Il Castiglioni afferma che si può infatti ammettere che nella Bibbia convivano due concetti antitetici che si ascrivono a due correnti differenti: quella eloista, di origine sumerica, che fa ritenere che in epoche lontane fosse diffusa la credenza negli dei e nei demoni, e quella iahwista che afferma l'idea monoteistica. Un altro esempio di ambivalenza è dato secondo il Goldberg dalla denominazione di Dio, El Schadaj, la cui radice etimologica significa fecondità e anche distruzione. Altre interferenze magiche sono: l'uso della verga, il tabù di non poter toccare l'arca, i miracoli, i sacrifici di animali e riti iniziatici. Infatti, il sacrificio, inizialmente umano, offriva a Dio il sangue, che era ritenuto sede dell'anima e il grasso, uno dei centri della forza vitale. Esso ricalca il sacrificio di sangue e la concezione totemica degli uomini primitivi. Come rito iniziatico citiamo la circoncisione dell'ottavo giorno, che rende tutto il popolo dei circoncisi un popolo di eletti, quindi a differenza della concezione magica egiziana, la conoscenza non è circoscritta a un numero limitato di adepti. Inoltre la potenza del nome è evidente tanto che esso non può essere pronunciato da nessuno se non dal Sommo Sacerdote nel tempio di Gerusalemme dinanzi all'Arca. L'avvento dell'idea religiosa monoteistica richiede una purificazione del culto; gli intellettuali prendono le distanze dalle pratiche magiche e cercano di interpretare tutte le lettere e i numeri contenuti nei testi sacri per dare un senso alle parole dell'antico testamento. Tale arduo studio confluirà in una tradizione orale che prende il nome di Kabala; i metodi cabalistici sono molteplici, ma tutti permeati da una valenza mistica.

#### XIV Capitolo: La magia dell'America precolombiana
Come ci dice il Preuss, un illustre etnologo moderno, la concezione religiosa americana si basa su una società chiaramente matriarcale, dove la dea suprema, Hava Sibalaneuman, è la madre di tutti gli uomini e tutte le razze, ma anche su di una concezione dualistica, secondo la quale le donne sono sue dirette discendenti, mentre gli uomini derivano da un ente soprannaturale di sesso maschile. Da questa concezione, secondo la quale un sesso era tabù, cioè sacro, per l'altro sesso nella stessa tribù, si può dedurre l'origine della legge dell'esogamia nel culto totemico: gli uomini dovevano unirsi a donne di altri clan per non violare la loro sacralità e viceversa. Le civiltà degli Aztechi e dei Maya si sono influenzate reciprocamente, infatti la magia di entrambi è di natura sistematica ed è rivolta a scopi pratici come la fecondità della terra e l'agricoltura. Essi mostrano un interesse vivissimo per i calendari e la suddivisione dei giorni in fasti e nefasti, suggerita dalle condizioni meteorologiche e dalla produttività del suolo. Gli Incas peruviani erano divisi in clan e in ciascuno di essi vi era un sacerdote che era anche il mago; erano fedeli al dio sole, come al totemismo. La medicina magica sfruttava talismani, piante guaritrici, strumenti propiziatori, come i rami di selce nelle operazioni chirurgiche e aveva un animale prediletto: un uccello dalle piume variopinte. Era viva la credenza di poter perdere l'anima tanto che nei passaggi pericolosi anche il solo calpestare un ramo fresco poteva privartene. Insomma grazie alla sua estrema fantasia e sistematicità, la magia precolombiana è sopravvissuta nelle credenze popolari nonostante le incursioni occidentali.

#### XV Capitolo: La magia cinese
La magia cinese si fonda su una concezione dualistica che vede lo scontro di due forze avverse: lo Yang, la forza maschile e attiva, e lo Yin, femminile e passiva. D'altro canto ripercorre molto la magia del Pacifico, ossia quella precolombiana: prevede la stessa sistematicità, conferisce un grande valore ai numeri, agli animali, ad esempio la tartaruga viene usata come strumento per le previsioni, e ai calendari. Le due religioni, il confucianesimo e il taoismo, risentono della tradizione magica: nella prima gli eventi magici sono molteplici soprattutto nella vita di Confucio, mentre nella seconda vive ancora una tesi dualistica in merito alla natura dell'anima; quest'ultima partecipa di due essenze Pè è la vita vegetativa e Hon è la vita spirituale. La sistematicità la evinciamo dal fatto che tutte le pratiche magiche sono raccolte in un libro di 64 capitoli, lo Yi-King; possiamo dedurre che la parola scritta assume un'importanza straordinaria, infatti uno scongiuro potente non è orale ma scritto su pergamena. Il mago è un intellettuale, colto e molto rispettato, ma è anche il medico che crede nei riti apotropaici. Vi è una particolare usanza citata dal Castiglioni, secondo la quale al moribondo viene sempre tolta la cintura perché in cinese tale parola (tai-tse) ha la stessa pronuncia del termine rubare o portare via i bambini (t'ai-tse), dunque per scongiurare il pericolo che venga pronunciata, il morente viene privato direttamente dell'oggetto.

#### XVI Capitolo: La magia nell'antica Grecia
Anche in una civiltà così evoluta e fiorente come quella greca, ritroviamo tracce della concezione magica nel simbolo del serpente sulla bacchetta di Esculapio, nella croce, nelle figure geometriche e nel labirinto. Inoltre nell'epoca omerica, era data enorme importanza al culto dei morti, infatti i defunti venivano seppelliti spesso con delle maschere (in Tessaglia e in Arcadia), come a quello divinatorio e alla concezione demonologica. La magia divinatoria era nettamente religiosa e ordinata in Grecia: l'oracolo di Delfi di Apollo, quello di Giove a Dodona e la Pizia, sono un esempio della sacralità delle comunicazioni con l'oracolo e dell'influenza che essi rivestivano anche negli affari dello stato. Altre forme di divinazione sono l'aruspicio, ossia l'interpretazione degli astri, l'esame delle viscere e la negromanzia, o profezia tratta dall'evocazione dei morti. La magia si spiritualizza poi nei misteri, come i misteri eleusini, festeggiati a Eleusi ogni cinque anni. Naturalmente la ritualità fa uso del mito, che, secondo Édouard Dujardin, non solo è una rappresentazione del sacro, ma è anche una risposta a un desiderio collettivo. Un ruolo importante era rivestito dallo stato d'animo: sia i mysti, gli iniziati nella celebrazione dei misteri, che le sacerdotesse nelle consultazioni dell'oracolo vivevano un vero e proprio stato d'estasi, indotto da sostanze afrodisiache o droghe. La magia primitiva quindi si evolve verso il misticismo estatico, ma in epoca alessandrina, a causa dell'evoluzione del ragionamento e la necessità di critica, nonché la costituzione di un assetto politico ben strutturato, la magia subisce la sua prima sconfitta. In medicina l'empirismo acquista maggiore importanza e tutte le conoscenze del tempo vengono raccolte nel Corpus Hippocraticum. La nuova forma di suggestione è rappresentata dalle parole dell'oratore, mentre il desiderio di immortalità viene appagato aspirando alla gloria nelle arti e nella letteratura, che renderanno eterno il proprio nome. L'antica magia sopravvive solo tra il popolo. Con il decentramento della cultura su Alessandria, le contaminazioni orientali si miscelano con le tradizioni greche.

#### XVII Capitolo: La magia nei popoli dell'Italia antica
Le origini del popolo etrusco sono tuttora discusse, ma in merito alla concezione magica, molte sono le somiglianze con la tradizione assiro-babilonese: il culto demoniaco e quello degli antenati, dimostrato dalle numerose raffigurazioni di banchetti sulle tombe dei defunti, e la divinazione, che prediligeva l'analisi del fegato, infatti non a caso la parola aruspice proviene dal termine caldaico che significa fegato. Molto importanti erano anche i libri sibillini, considerati dai romani libri magici, contenenti oscure profezie. Si ritiene che la magia a Roma sia una discendente della medicina e che solo in un secondo momento essa si sia distaccata da quest'ultima, sviluppandosi autonomamente. Nell'antica Roma era essenzialmente magico il rito del mundus: esso consisteva nello scavare al di sotto della propria casa una fossa, gettandovi della terra della propria patria, invitando così i morti ad abitare le regioni sotterranee della città e a proteggere i vivi. Da ciò deduciamo che la terra, tabù per il primitivo, era sacra anche per i romani. Altri caratteri della magia dell'Urbs erano: l'importanza data ai numeri; la sacralità dei boschi, tanto che ogni pianta rappresentava una divinità; la pratica della lustratio, la purificazione dell'anima e del corpo per mezzo dell'acqua; la divinazione e i responsi degli oracoli. Anche i letterati discorrevano di magia; Plinio ad esempio riteneva fosse stata fondata in Persia da Zoroastro. Per concludere, la tendenza ordinatrice latina subordinerà la magia alle leggi e al potere dello stato, dunque solo quando lo stato decadrà, la magia antisociale rinascerà.

### La progressiva decadenza della magia ancestrale e la nascita della magia naturale

#### XVIII Capitolo: Magia e misticismo
Diversi sono i fattori che resero più rapida la decadenza della magia: l'organizzazione in caste dei maghi, nonché l'eccessiva cristallizzazione dei riti non più adattabili alle mutate condizioni temporali e non meno importante la nascita del Cristianesimo, che rifiutava la superstizione e la combatteva aspramente. La magia si evolve in misticismo e il primo dei mistici è Plotino, perché si interroga su come l'anima salga a Dio e su come Dio scenda nel mondo. Egli congiunge la mistica cristiana con la magia mistica, fondando la dottrina della contemplazione. Il complesso di visioni e sensazioni sull'al di là vanno a formare un vero e proprio sistema: la gnostica, che esalta simboli e formule. Un esempio di gnostici sono Simone Mago e Cipriano d'Antiochia. Lo sviluppo rigido del Cristianesimo permetterà alla magia popolare di sopravvivere, conquistando l'appellativo di diabolica. Agostino d'Ippona, uno dei padri della Chiesa, distinguerà tra cristianesimo e magia, perché il Cristo era stato accusato di aver convertito i popoli con un incantesimo; inoltre affermerà che esiste una magia diabolica detta goetia e una magia bianca, teurgia deputata alla purificazione dell'anima. Non stupisce che il popolo in preda a una crisi di coscienza o anche il fedele, nella quotidiana lotta per la salvezza ceda ai riti apotropaici per scacciare i demoni e veneri amuleti e immagini sacre. Una conseguenza del necessario ordinamento della fede cattolica,sarà la mistica religiosa e ascetica, che impone precetti al fedele al fine di esaltare la vita dello spirito, denigrare gli istinti della carne e sopprimere ogni capacità di giudizio. A questo scopo doveva essere creato un particolare stato psichico tramite esercizi fisici, come la forma di autoipnosi della setta degli esicasti raggiunta grazie all'uso di stupefacenti che dava allucinazioni d'ogni tipo. Conclude il Castiglioni, affermando, che una parte della magia così è confluita in una religione universale, che ne ha saggiamente disciplinato i fatti e i procedimenti.

#### XIX Capitolo: La magia diabolica e la stregoneria
Secondo la definizione di Jean Bodin la stregoneria è "l'arte con la quale si tenta di ottenere scientemente qualcosa con mezzi diabolici". Rappresenta la diretta conseguenza della concezione demonologica, secondo la quale alcuni degli eventi più importanti della vita sono dovuti ai demoni, che si tenta di allontanare o di cui si cerca il concorso per arrecare danno ai propri nemici. Tommaso d'Aquino riteneva che la magia fosse frutto del demonio e per questo che fosse reale. La stregoneria consiste nel contaminare preghiere sacre o nell'adorare oggetti osceni e si basa sul concetto del contrasto; la magia diabolica invece è di natura imitativa. Entrambe sono contrastate dalla chiesa, a causa dell'esistenza di troppe sette eretiche; tutte queste pratiche confluiranno nella stregoneria medioevale, che avrà perfino aspetti criminosi. Parallelamente al Cristianesimo si va attuando una chiarificazione delle idee: il pensiero scientifico si va formando in medicina e ne è un esempio la Scuola medica salernitana, inoltre viene inaugurato il metodo sperimentale da Pietro Ispano. Alcune tra le figure più importanti della scienza medioevale che si pronunceranno sul tema della magia sono: Alberto Magno e Arnaldo da Villanova. Il primo crede nei demoni, ma cerca di spiegare tutti i miracoli dei maghi con fenomeni naturalistici; il secondo rinnega completamente la magia e ritiene i maghi dei ciarlatani. Inoltre la stregoneria porterà con sé anche tutta la tradizione delle streghe e le sette in cui esse si riunivano, i sabba. Alla stregoneria è legata anche la possessione diabolica, originata dall'antico concetto secondo cui ogni malattia deriva da un demone, accentuata in malattie come l'isteria e l'epilessia; un caso famoso è quello dei fratelli Burner, i quali molto probabilmente soffrivano di convulsioni.

#### XX Capitolo: Le scienze occulte-L'astrologia e l'alchimia
L'astrologia e l'alchimia si possono considerare il primo caso in cui risultati esatti venivano utilizzati a scopi magici. L'astrologia studia la posizione e l'incontro degli astri e giudica come la relazione esistente tra il macrocosmo e il microcosmo influenzi le vicende terrene. L'alchimia esamina i rapporti tra i metalli e gli astri traendo importanti conclusioni per la medicina: organizza i suoi studi in ricerche ed esperimenti mirati a ritrovare la pietra filosofale oppure a trasformare i metalli in oro. L'astrologia sembra essere di origini egiziane o assiro-babilonesi; nell'epoca alessandrina si passerà allo studio dell'astronomia di cui uno dei massimi rappresentanti fu di sicuro Tolomeo il quale creò la dottrina del cosmo confluita in un libro il Tetrabiblos. Lo stesso Tolomeo afferma che lo studio dell'astronomia è importante perché la natura fisica e morale dei popoli dipende dalla posizione rispetto al sole nella quale il paese da essi abitato si trova: ad esempio i popoli più meridionali hanno una carnagione più "abbruciata dal sole" e i loro capelli sono più scuri. Plotino e il neoplatonismo, invece, combatteranno gli gnostici e la tirranide che essi attribuiscono agli astri: ritengono che come i venti possono scuotere una nave, così gli astri possono influire sull'anima, ma la loro azione occulta deve sempre conciliarsi con il libero arbitrio. L'astrologia sarà avversata anche dalla chiesa, infatti, Sant'Agostino ne proclamerà la falsità, sostenendo che il mondo è retto solo dalla divina volontà; mentre San Tommaso ne ammise la totale nobiltà, sempre però affermando che il primo motore del cosmo fosse Dio. Arnaldo da Villanova, il più grande astrologo del tempo, credeva che la conoscenza dell'astrologia fosse fondamentale per il medico; anche Bacone era dello stesso parere, perché riteneva che le stelle avessero una notevole influenza sulla salute del malato. Dunque, l'astrologia si connota come un'arte magica, perché cerca di oggettivare il desiderio dell'uomo di conoscere il proprio futuro, ma in realtà lo guida verso lo studio approfondito della natura. L'alchimia si ritiene abbia anch'essa origini egizie, probabilmente dalle pratiche degli orefici egizi che sperimentavano le varie leghe. La parola alchimia deriva dal nome dell'Egitto, Kamt o Qemt, che vuol dire nero e si riferisce al fango del Nilo, parola poi applicata anche alle combinazioni ottenute con il mercurio. Anche l'alchimia ha alla base della sua ricerca l'esigenza di spiegare le relazioni reciproche degli esseri del cosmo e anche come queste diano vita a reciproche metamorfosi. Eraclito basava la sua filosofia sul concetto del continuo divenire, caratteristico dell'essere, quindi non stupisce che se è possibile che la terra diventi acqua e l'argento oro, tutte le cose si trasformeranno in oro alla fine dei tempi. Anche Empedocle credeva nella compenetrazione e congiunzione vicendevole delle sfere, come principio base della vita. Come ci dice il Lehmann, nelle opere antiche di alchimia vi erano solo formule e scongiuri e non ricettari chimici, ma nel Medioevo questa arte sboccia e apre la strada alla biologia. I suoi massimi rappresentanti sono il Geber, esponente dell'alchimia araba naturalista e Paracelso. Per quest'ultimo lo studio dell'alchimia consiste nello studio della chimica medica e delle leggi dell'affinità e delle simpatie, al fine di produrre le cure necessarie per il malato. Infine possiamo concludere che da arte magica egizia, l'alchimia, diventa il modo di oggettivare il desiderio di prolungare la vita, guarendo le malattie e lavorando metodicamente in laboratorio, non più tentando di svelare la composizione segreta dell'universo o pronunciando scongiuri.

#### XXI Capitolo: La magia naturale
La magia naturale si stacca dal sentimento magico come dal sentimento religioso, ma resta attaccata al reale nelle sue osservazioni. Con l'avanzamento delle facoltà critiche, l'occultismo e il soprannaturale cedono il posto alla scienza, che nonostante tutto porterà con sé quel patrimonio di concezioni ancestrali e mnemoniche legate alla magia primitiva, sedimentate nel più profondo dell'io. I massimi rappresentanti della magia naturale furono: Agrippa di Nettesheim, Paracelso e Giovanni Battista Della Porta. Per comprendere però le loro dottrine dobbiamo dire che esse si fondano su due leggi fondamentali per i naturalisti: la legge della simpatia e l'arte della segnatura. La prima ricerca le infinite connessioni tra le cose reali e il mondo spirituale, il microcosmo e il macrocosmo, la magia e la natura, fondandosi sull'idea della somiglianza di nomi e suoni. La seconda, come già citato, ha l'intento di identificare le proprietà curative degli elementi della natura, in particolare piante, dai loro segni caratteristici.
- Per Agrippa di Nettesheim lo studio della magia naturale inizia con lo studio dei fenomeni atmosferici e astrologici. Definito come l'ultimo dei maghi e il primo dei naturalisti, tenta di rendere spiegabile il demoniaco e di incanalare la strada della magia verso l'osservazione; ammette che tutti i fenomeni magici devono essere attribuiti alla natura.[83] Si prefigge lo scopo di identificare le leggi segrete della natura, ritenendo che tutto il cosmo e la materia siano plasmati da un principio vivificatore definito la quinta essenza, che è sopra i quattro elementi e non si compone di essi.[84] Agrippa ritiene che il mago ora sia il sacerdote della scienza e quindi uno scienziato a tutti gli effetti.
- Paracelso, è stato un grande scienziato e un oculista, nonché un fecondo innovatore nel campo della medicina e scolaro di Agrippa e Johannes Trithemius nella magia. Secondo Paracelso cosmo e natura sono in vicendevoli rapporti, perché si compongono della medesima sostanza, dunque diventa importante studiare le influenze degli astri sul microcosmo. Inoltre la sua medicina si fonda sulle leggi delle simpatie e antipatie di tutte le sostanze; infatti, ritiene che ogni parte del corpo sia sotto l'influenza di un astro, quindi le sostanze che appartengono allo stesso astro hanno un effetto curativo su quella parte del corpo.[85] Un'altra sua interessante dottrina prevede che la guarigione possa avvenire per simpatia, facendo passare la malattia dal malato a una pianta; egli definisce tale dottrina magnetica. Consigliava di porre ad esempio il sangue malato ancora caldo in un uovo e di farlo covare a una gallina.[86] Infine, come Agrippa attribuisce tutti i segreti della magia alla natura.
- Giovanni Battista Della Porta è uno scienziato napoletano, di famiglia benestante, che visse in un periodo tranquillo non agitato da guerre religiose o civili, come fu per Agrippa e Paracelso. Egli sostiene che tutte le antiche credenze magiche siano dipendenti da fatti naturali e dimostra tale convincimento nella sua opera Magiae naturalis. Quest'ultima altro non è che un'enciclopedia di tecnica, nella quale il Della Porta schematizza tutti i fattori magici dando ad essi una spiegazione "naturale". Dimostra una profonda conoscenza del passato, ma anche una giusta intuizione di nuove verità.[87]

#### XXII Capitolo: Il Rinascimento scientifico e il decadimento della magia
Con il Rinascimento rinasce la coscienza della dignità e della personalità umana. Nel Medioevo nessuno era solito firmare la propria opera, mentre nel Rinascimento ogni artista rivendica le proprie creazioni, non perché siano realmente più grandi di quelle medievali, ma per affermare la propria individualità. Emerge la sete di gloria che altro non è che l'espressione raffinata ed evoluta del desiderio mistico di appartenenza: "Omnis non moriar", non voglio morire interamente, in altre parole voglio anch'io esser parte di questa terra in eterno. Si afferma l'esigenza di ricercare le proprie origini e sentire di appartenere a un popolo come il popolo italiano che si erge a figlio del popolo greco e latino. Di contro l'istinto di conservazione, si sviluppa l'esigenza di andare verso l'ignoto, di ricercare e sperimentare come farà Galileo. La magia dell'epoca si connota come semplice superstizione. Rifiorisce l'amore per lo studio della natura, infatti, verranno codificati gli erbari; lo studio scientifico si fonda su di una più acuta criticità e coscienza individuale. L'uomo del rinascimento tende a oggettivare i suoi desideri non con la magia come faceva l'uomo primitivo, ma attraverso l'arte e la conoscenza. La concezione dell'arte si evolve parallelamente a quella dell'uomo: da homo sanctus, la cui arte trecentesca era imbrigliata da leggi e schemi, a homo universalis, la cui arte è una forma pacata di ribellione, umanità e progresso. La magia umana consiste nella rappresentazione delle forme o di un'illusione derivante dalla loro osservazione: l'artista è il mago che incanta ricercando l'armonia, perché a sua volta ammaliato dalla bellezza estatica della natura e dell'uomo. Inoltre rispetto alla magia si perfeziona, perché non solo suscita le facoltà emotive nel processo di ideazione dell'opera, ma anche quelle critiche nella fase di realizzazione della stessa. La rinascita dei valori individuali e nazionali, la coscienza nell'uomo del proprio valore e del proprio scopo nel mondo permettono il diffondersi di uno smisurato ottimismo. D'ora in poi la magia non potrà mai più arrestare il progresso scientifico e l'evoluzione del libero ragionamento umano.

#### XXIII Capitolo: L'idea magica e le sue pratiche nel 1700
Il Seicento è dominato dal movimento politico e intellettuale, che parte dalla Controriforma e dal metodo sperimentale; il Settecento ne rappresenta la logica evoluzione. È un'epoca di reazione politica, è attaccato il dogmatismo scolastico e fiorisce un idealismo rivoluzionario che tende a liberare le coscienze. Le concezioni romantiche e mistiche che si diffondono a fine secolo in Germania porteranno alla formazione della dottrina del magnetismo animale o mesmeriano, da Franz Anton Mesmer. La terapia magnetica è una terapia ad azione suggestiva; rientrano in questa categoria i metodi di cura omeopatici ideati da Samuel Hahnemann, il quale affermò che le malattie possono essere curate provocando, mediante sostanze medicamentose, fenomeni analoghi a quelli che ne provocano l'inizio. Così egli prescrisse impacchi caldi per medicare le ustioni o l'oppio per guarire la sonnolenza. Il maggiore rappresentante del misticismo del Settecento è Emanuel Swedenborg. La sua dottrina è esposta nella sua opera De coelo et eius mirabilibus et de inferno ex auditis et visis stampato a Londra nel 1758. Lo Swedenborg crede nell'esistenza degli spiriti e nel fatto che, dopo la morte le anime attraversino uno stato di transizione per essere preparate al trapasso. Questo intervallo di tempo varia secondo quante colpe devono essere espiate o quanti meriti devono essergli riconosciuti. Gli spiriti mantengono la forma umana e ci si può mettere in contatto con loro solo in uno stato tra il sonno e la veglia. Verso la fine del secolo occultismo e misticismo si diffonderanno largamente tanto da dare origine a delle società segrete come la Massoneria. Fra gli avventurieri del Settecento Giuseppe Balsamo, conte di Cagliostro è l'ultimo mago nel vero senso del termine: in lui non vi è nessuna attività critica, nessuna legge frena i suoi desideri, né alcuna morale ostruisce la sua volontà. Possedeva una cieca fede in se stesso e nel suo potere di saper convincere. È stato un grande cultore di tutte le arti magiche: dell'alchimia, infatti ne sono una prova i suoi numerosi tentativi di preparare la pietra filosofale. È stato un acclamatissimo guaritore e un abile evocatore dei morti: non solo dava voce a ombre e spiriti, ma anche alle "pupille", ragazze in uno stato di trance adagiate al di là di un lenzuolo, le quali dovevano rispondere alle sue domande. Cagliostro era un abile trascinatore e aveva finito per rimanere intrappolato in credenze millenaristiche troppo più potenti di lui. Il romanticismo del Settecento diede facilmente la possibilità anche a degli impostori di farsi avanti promettendo di svelare misteri che neanche la scienza riusciva a sciogliere pienamente. Questa tendenza mistico-occultistica rappresentava un passo indietro rispetto alla tendenza sperimentale del Rinascimento. In ciò si vede confermato il fenomeno dell'oscillazione storica di cui aveva parlato Goethe, fra il polo positivo e il polo negativo, fra il razionale e l'irrazionale. La magia si riconfermava come desiderio di indipendenza dalle leggi umane e di ritorno al cosmo e all'estasi mistica.

#### XXIV Capitolo: Le forme moderne della magia - La divinazione
Sappiamo che l'arte della divinazione nasce dall'esigenza di conoscere il futuro. Negli uomini primitivi si fondava sul concetto delle appartenenze; il mago, che era anche sacerdote e medico, interpretava una confusa sensazione in virtù dell'individuo e della circostanza. Ora, invece, il divinatore interpreta in modo fisso gli avvenimenti e i segni, quindi l'azione dello stato d'incantesimo è completamente soppressa. L'arte divinatoria moderna può essere suddivisa in due categorie: la prima è quella delle manifestazioni divinatorie, nella quale le sensazioni psichiche, i cosiddetti segni criptestetici di Charles Richet, hanno ancora qualche valenza, mentre la seconda abbraccia quelle che non sono più forme propriamente magiche ma semplicemente meccaniche. Appartengono alla prima categoria i fenomeni che avvengono nella sfera dell'incosciente e sotto un meccanismo di suggestione come la telepatia, la precognizione e la rabdomanzia. La rabdomanzia è di particolare interesse perché sfrutta la verga, dal grande significato simbolico per individuare corsi d'acqua o metalli preziosi nel sottosuolo. Nella seconda rientrano la chiromanzia, la cartomanzia e l'oniromanzia.

#### XXV Capitolo: Le forme moderne della magia - Lo spiritismo
Lo spiritismo è animato da due fatti essenziali: la volontà di creare uno stato d'incantesimo e l'esigenza di credere nella continuazione della vita. Alla base dello spiritismo vi è questa fondamentale concezione: l'anima è immortale e continua la sua vita dopo la morte del corpo, subendo delle trasformazioni e dei mutamenti e può mettersi in comunicazione con i vivi grazie a un medium in uno stato di trance. Andrew Jackson Davis è considerato il fondatore dello spiritismo moderno, perché ha descritto i fenomeni da tavolino, ossia il movimento di oggetti che non erano stati toccati da nessuna persona. Nel suo libro Delle relazioni con gli spiriti afferma che a suo parere gli spiriti sono anime che non hanno ancora raggiunto la perfezione. Dall'America, dove lo spiritismo assume principalmente una tendenza religiosa, quest'ultimo si diffonde anche in Europa assumendo le forme più varie. Sono famosi gli esperimenti del chimico inglese William Crookes, il celebre scopritore del tallio: aveva registrato con degli strumenti sensibilissimi delle vibrazioni dovute a un fenomeno inspiegabile, quanto innegabile, che poi egli stesso definì forza psichica. Anche Alfred Russel Wallace, si dedicò a esperimenti simili ammettendo l'esistenza di fatti telecinetici e di comunicazioni con l'al di là. Molti sono gli aspetti in comune con la magia: i fatti si sviluppano nell'incosciente e in uno stato d'incantesimo; in questi riti si verificano fenomeni di automatismo, come la scrittura convulsiva; è indispensabile la presenza di un intermediario, il medium; sono presenti sia spiriti benevoli che avversi. Lo spiritismo tenta di ordinare logicamente fenomeni appartenenti alla sfera magica cercando di riallacciarli per dare a essi un unico scopo: insomma rappresenta l'oggetivazione del desiderio al di là del nesso causale.

#### XXVI Capitolo: La terapia magica
L'effetto della suggestione è noto non solo in malattie psichiche, ma anche in patologie fisiche: è assodato come un fattore suggestionante possa far alzare la temperatura o far arrestare le mestruazioni; in casi clamorosi ha portato alla comparsa delle stigmate sanguinanti che sono la prova di quanto la psiche possa influenzare il nostro corpo. Tale suggestione di sicuro deriva dalla personalità del medico, nonché dalla prospettiva stessa della guarigione alla vista del farmaco. Questo spiega come una cartomante o un contadino possano riuscire in guarigioni che neanche il più insigne dei clinici potrebbe ottenere; forse perché in alcune persone lo stato d'animo ha un'importanza maggiore del fattore patologico oggettivo. Con queste premesse si sviluppa il fenomeno dei guaritori, che si manifesta nella storia dopo tutte le grandi guerre o le epidemie, cioè quando la criticità delle persone è sopita dalle sofferenze, favorendo l'avanzamento dell'emotività e della suggestionabilità. Il metodo dei guaritori si basa: sul contatto tra medico e paziente diretto o tramite una bacchetta, sull'ambiente e sulla suggestione reciproca e dinamica tra il guaritore e le centinaia di malati seminudi, che visitava ogni giorno. La tradizione ricorda vari esempi di guarigione per contatto: Esculapio usava la sua bacchetta sui malati dormienti nel tempio, imponendola sulla parte malata del corpo; mentre Plinio narra di come Pirro, re d'Epiro, toccando la parte malata di un individuo con l'alluce destro lo guariva; addirittura Luigi XVI in occasione della sua incoronazione nel 1775 toccò 2400 malati. Un caso eclatante di guarigione è ad esempio quello di Valentino Zeileis, il quale fondò a Gallspach un vero e proprio villaggio di cura; il professore Lazarus di Berlino analizzò i metodi di cura di Gallspach, definendoli del tutto inefficaci. Abbiamo inoltre quello del magnetizzatore Tetter, che esercitò la sua arte a Vienna in un sontuoso appartamento; e quello del muratore, oggi profeta e "Divino Maestro", Josef Weissenberg, che raccolse centinaia di proseliti in Germania in pochissimi anni. Il guaritore che può affermare di aver avuto più successo di tutti è stato di sicuro Franz Mesmer: egli riteneva che ogni corpo vivente contenesse un fluido magnetico, che emanava una forza speciale che animava tutta la creazione. Egli riceveva in un grande appartamento, al centro del quale poneva una tinozza con una soluzione d'acqua e acido solforico; dalla tinozza venivano fuori delle spranghe di ferro, dalle quali pendevano degli anelli di metallo ai quali ciascuno dei magnetizzati si poteva legare. Stefan Zweig ha analizzato gli studi di Mesmer nel suo libro L'anima che guarisce, dimostrando come la sua opera rappresenti un inizio del riconoscimento della dinamica e della legge funzionale della vita interiore dell'anima, una sorta di scienza psicologica accessibile a tutti. La scienza moderna ha cercato di sistematizzare e controllare, alla luce del laboratorio, la terapia magica che può diventare pericolosa per la collettività, perché screditando il medico porta il malato a rivolgersi al guaritore, che nella maggior parte dei casi è un impostore. La "fede che guarisce" può essere controllata e guidata alla conoscenza al fine di migliorare la qualità della vita, ma senza illudersi di poter scongiurare l'insorgere di altri disperati tentativi.

### Conclusioni

#### XXVII Capitolo: Incantesimo e magia
Alla luce delle conoscenze attuali i fenomeni magici possono essere interpretati operando una giusta distinzione tra superstizione, inganni e mistero. La magia nasce dall'esigenza di ordine dell'uomo, dalla necessità di preservare la propria specie e la propria individualità; mentre, l'incantesimo possiamo definirlo il leitmotiv di tutta la natura, che prepara la strada alla magia. La magia è anche la risposta all'angoscia universale: nasce dal bisogno di difesa, dalla paura, ma anche dall'istinto di ribellione e distruzione. Nel corso dei secoli si è trasformata contemporaneamente all'evoluzione della natura e della vita dell'uomo. Si basa sul contrasto senza fine tra Logos, ragionamento, ed Eros, incosciente, tra l'Es e l'Io freudiani; è il risultato di una continua lotta tra la carne e lo spirito, tra la legge di conservazione e la legge della distruzione. In queste battaglie l'incantesimo ha sempre rappresentato l'arma principale, supportato dall'intermediario e dalla suggestione dell'io o esterna. Goethe a tal proposito dice: 
(Arturo Castiglioni, Incantesimo e magia)
 Tale movimento ritmico, che ha origine nella psiche, è alla base di tutte le attività creatrici. Nella modernità ritroviamo la magia nelle promesse di una vita migliore, più felice e più durevole; oggi magia e incantesimo si servono di mezzi perfezionati e di una moltitudine di rapporti di causa-effetto, prima ignoti. Ecco perché il telefono ha soppiantato la telepatia, la televisione la divinazione, le réclame suggestive l'azione del mago. Anche il cinematografo è uno strumento suggestivo, in cui il mito delle immagini ha prevalso su quello della parola. Le scienze come la fisica, la chimica, la biologia e la medicina si sono distaccate dall'approccio meccanicistico per abbracciarne uno vitalistico: indagano sulla natura di questo principio vitale che anima il mondo, consapevoli, però, che rimarrà sempre incontrollabile. La magia fu di tutti i tempi e di tutti i popoli e ciò è la prova dell'origine comune di molti fenomeni con manifestazioni molto differenti a seconda delle epoche.